# Aeroportul Middle Caicos
Aeroportul Middle Caicos (IATA: MDS, ICAO: MBMC) este un aeroport din Insulele Turks și Caicos, Regatul Unit ce deservește zona Middle Caicos⁠(d). A fost numit după zona deservită.
Situat la o altitudine de 3 m, aeroportul dispune de o singură pistă.